# Jolle Island
Jolle Island ist eine rund 50 m lange Insel vor der Danco-Küste des Grahamlands im Norden der Antarktischen Halbinsel. Sie liegt im Pauls Hole, einer Bucht zwischen der Rongé-Insel und Cuverville Island.
Das UK Antarctic Place-Names Committee benannte sie 2017. Namensgeber ist der Bootstyp Jolle.